# Tierce maintenance
 (août 2023).
La tierce maintenance  ou maintenance par un tiers (anglais : TPM pour Third Party Maintenance) désigne dans l'industrie des technologies de l'information (TI) (voire dans d'autres industries), la maintenance des systèmes informatiques (ou matériels) et des logiciels de l'entreprise, qui sont externalisés par une entreprise ou un fournisseur tiers, qui n'est ni le fabricant ni le propriétaire du système informatique ou du matériel de l'entreprise.
Elle englobe dans son domaine la TMA, tierce maintenance applicative.